# Célestin Tabouli
Célestin Tabouli, né en 1964 à Djaolané-Doukoula, dans l’arrondissement de Doukoula Kar-Hay, est un député Camerounais.

## Biographie

### Enfance, éducation et débuts
Titulaire d’une Maitrise en sciences de gestion et d’un Master 2 en Finance Publique, l’honorable  Célestin Tabouli est un militant de la première heure depuis 1985, année de création du RDPC. Président de la sous-section RDPC de Dadjamka, il est aujourd’hui le choix du peuple comme député issue du double scrutin du 09 Février 2020.

### Carrière politique
L'honorable Célestin Tabouli, est député du Rassemblement Démocratique du Peuple Camerounais (RDPC) pour la circonscription de Mayo-Danay Sud. Il est entré à l’ENAM en 1992, filière régies financières (option trésor), il commence sa carrière à sa sortie en 1994 comme cadre d’appui a la direction du trésor à Yaoundé pendant 03 ans. Il ne s'arrete pa là, il continue comme chef de service de la comptabilité et de la caisse à la trésorerie générale de Maroua, pendant 03 autres années, avant de se voir confier la 2e charge du fondé de pouvoir de la gestion administrative à la trésorerie générale de Maroua. Il quitte Maroua pour aller comme fondé de pouvoir N°l chargé des opérations comptables à la trésorerie générale de Nkongsamba de 2005-2010, puis receveur des finances d’Edéa. C’est de son poste de Trésorier Payeur Général de Maroua, occupé depuis le 12 mars 2016 que L’honorable Tabouli Célestin avant d'etre en retraite, qui finalement ne sera pas un temps de repos, puisqu’il doit assumer ses responsabilités de l’élu du peuple.
Célestin Tabouli, a également participé au developement de la jeunesse. Il a formé 399 jeunes aux petits métiers générateurs de revenus pour lutter contre le chômage. De part sa contribution dans developpement de la jeunesse, il a egalement participation des projets de developement. Il a mis en place des projets de développement pour améliorer le niveau de vie de ses électeurs.